# Cosmos Music Group
Cosmos Music Group (mit dem Namen gegründet Bonnier Amigo Music Group (BAM)) ist ein Independent-Label (dt. unabhängiges Label) mit Sitz in Stockholm, Schweden. Es bildete sich 2001 aus einem Zusammenschluss der Plattenfirmen Amigo und Bonnier Music.

## Künstler bei Bonnier
- Ale Möller Band
- Amy Diamond
- Ana Johnsson
- Anna & Idde
- Åsa Jinder
- Brolle
- Carl Johan Vallgren
- Cascada
- Christian Falk
- Da Buzz
- Daniel Cirera
- Edith Backlund
- Goran Kajfeš
- Elena Paparizou
- Jeanette Lindström
- Johan Blohm
- Lena Willemark
- Lilyjets
- Magnus Lindgren
- Maria Marcus
- Marie Fredriksson
- Markoolio
- Melanie C
- Merit Hemmingson
- Mikael Wiehe
- Molotov Jive
- Nina Ramsby & Martin Hederos
- Nina & Kim
- Nizlopi
- Nordman
- Oddjob
- Paperboys
- Pernilla Andersson
- Rigo
- Sofia Karlsson
- The Refreshments
- Thomas Di Leva
- Twill
- Velvet
- Wilmer X
- Wonderland